# Wavell Heights
Wavell Heights är en del av en befolkad plats i Australien. Den ligger i regionen Brisbane och delstaten Queensland, nära delstatshuvudstaden Brisbane.
Runt Wavell Heights är det mycket tätbefolkat, med 1 956 invånare per kvadratkilometer.. Närmaste större samhälle är Brisbane, nära Wavell Heights. 
Runt Wavell Heights är det i huvudsak tätbebyggt. Genomsnittlig årsnederbörd är 1 434 millimeter. Den regnigaste månaden är januari, med i genomsnitt 283 mm nederbörd, och den torraste är oktober, med 22 mm nederbörd.